# Casper Bouman
Casper Bouman (Den Haag, 2 oktober 1985) is een Nederlands windsurfer.

## Carrière
Een van zijn grootste successen behaalde hij op 30 september 2006, toen hij op het Gardameer in Italië wereldkampioen werd in de Olympische RS:X-klasse. In de laatste race bleef hij de leider in het klassement, de Nieuw-Zeelander Tom Ashley, één plaats voor. In punten eindigden beiden gelijk maar door de betere klassering in die laatste race ging de wereldtitel naar Bouman. Hij werd hierdoor de eerste Nederlandse wereldkampioen sinds Stephan van den Berg in 1983.
Bouman begon met wedstrijdsurfen in 1998. Hij kwam eerst uit in de Aloha- en de Mistral-klasse. In 2005 stapte hij over naar de nieuwe RS:X-klasse. Voor hij wereldkampioen werd won hij al wedstrijden in Melbourne en Hyères. Hij maakte sinds maart 2006 deel uit van het Olympic Talent Team van het Watersportverbond.
Naast zijn sportcarrière studeerde Bouman commerciële economie aan de HBO Randstad Topsport Academie in Rotterdam.

### Olympische Spelen
In 2008 kwalificeerde Bouman zich voor de Olympische Zomerspelen in Peking. Door de lichtweeromstandigheden in de olympische jachthaven kwam hij niet verder dan een vijftiende plaats.

### Formula Windsurfingklasse
Bouman maakte in 2010 de overstap naar de zwaardere klasse van de Formula Windsurfing.  Op 14 juli 2013 werd hij in deze klasse wereldkampioen. In de Kroatische stad Viganj aan de Adriatische Zee liet hij de concurrentie ver achter zich. Een maand later werd Bouman Europees kampioen tijdens het EK Formula Windsurfing in Liepaja in Letland.

### Onderscheidingen
Bouman werd zowel in 2006 als 2013 gekozen tot Haags Sportman van het Jaar.
Tegenwoordig is Bouman coach van de Nederlandse kitesurf- en windsurfploeg.